# Lusong
Lusong är ett stadsdistrikt i Zhuzhou i Hunan-provinsen i södra Kina.